# Schloss Esbach

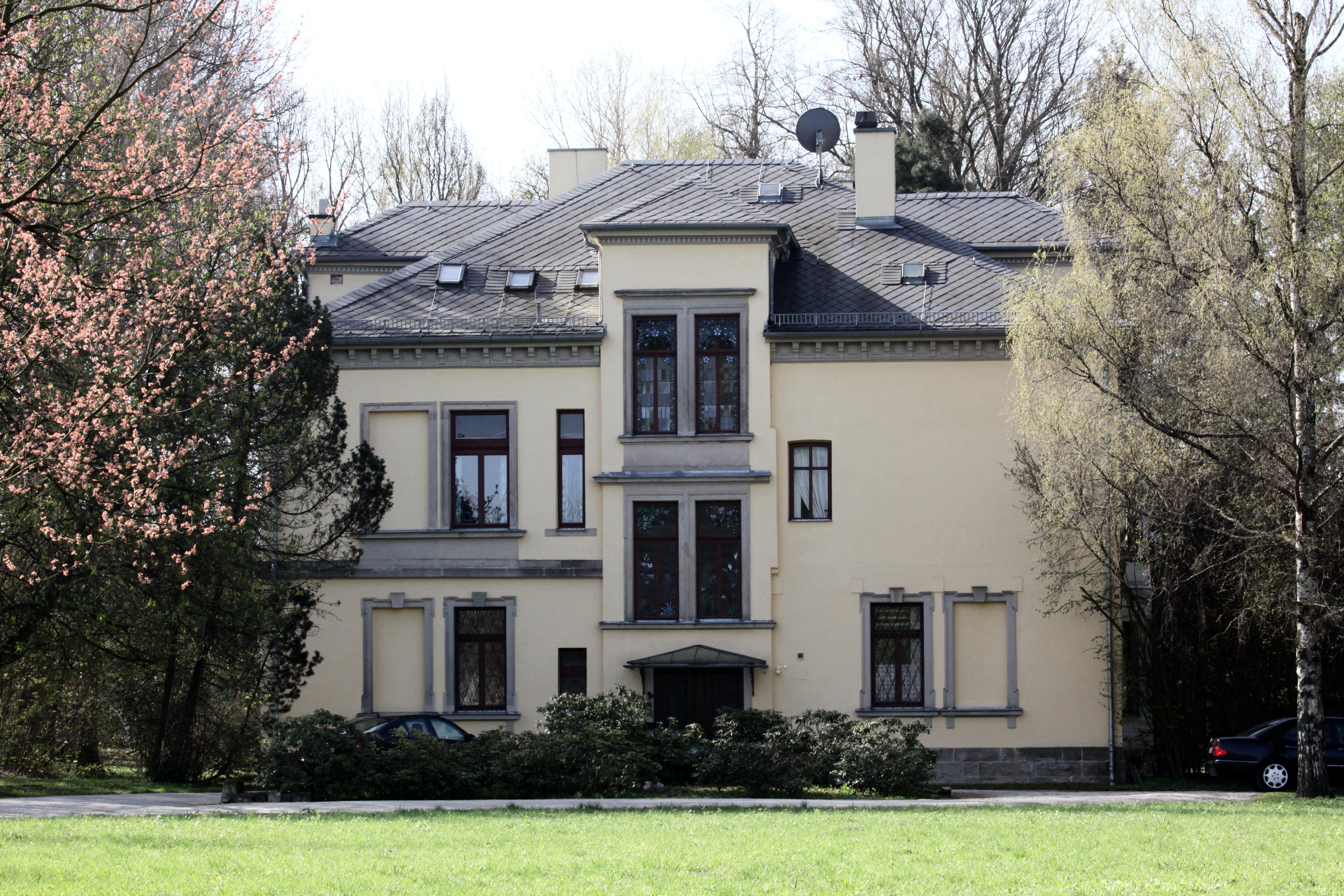
Schloss Esbach

Das Schloss Esbach ist ein Herrenhaus im Ortsteil Esbach der oberfränkischen Gemeinde Dörfles-Esbach im Landkreis Coburg in Bayern.

## Geschichte
1866 gab es im Ort fünf geschlossene Güter, von denen 1869 Freiherr Benno von Gillhaußen das sogenannte Poppengut mit 34,5 Hektar erwarb. Zwischen 1872 und 1875 baute von Gillhaußen den Betrieb zu einem der ersten Industriebetriebe im Coburger Land aus und verkaufte 1882 die dazugehörige Ziegelei an das Unternehmen Berghold. Das Gut mit dem 1876 errichteten Schloss veräußerte von Gillhaußen 1886 für 125.000 Reichsmark an den herzoglichen Kammerherrn und preußischen Rittmeister Freiherr Wolff Ottobald von Werthern. Dieser entstammte der Bachraer Linie der Familie von Werthern und war bis zu ihrer Auflösung 1924 Erbadministrator und Leiter der Werthern-Stiftung Klosterschule Donndorf. Als herzoglicher Kammerherr war er im Herzogtum Sachsen-Coburg und Gotha sesshaft geworden. 
Aus der Ehe mit seiner Nichte Margarete Luise Marie von Werthern (1866–1961) entstammten die Töchter Johanna (1891–1951), Jutta Margarethe Helene (* 1897) und Sabine (1898–1958). Die Töchter erbten zwar das Gut Esbach, blieben aber ohne Erben, sodass nach dem Ableben von Johanna 1958 der Sohn von Wolff Traugotts Bruder Hans-Thilo von Werthern (1872–1961), Freiherr Hans-Traugott von Werthern (* 1918) die Verwaltung von Esbach übernahm. Er zog sich 1915 auf den elterlichen Besitz, den Fideikommiss Bachra und Kloster Donndorf zurück und wohnte selber nicht in Esbach. 1999 kaufte der Coburger Rechtsanwalt Klaus Martin das Schloss von der Familie von Werthern.